# Сазонов, Борис Фёдорович
Борис Фёдорович Сазонов (5 марта 1929 — 1 ноября 2017) — советский и российский учёный-нефтяник, лауреат Ленинской премии 1966 года.

## Биография
Родился в Самаре. В 1952 г. окончил Куйбышевский индустриальный институт по специальности «разработка нефтяных месторождений» и в 1959 г. (заочно) — аспирантуру. Кандидат технических наук.
С 1952 года работал в институте «Гипровостокнефть». С 1960 начальник сектора, с 1966 начальник лаборатории, в 1995 и 2000 гг. упоминается как ведущий научный сотрудник.
Кандидат технических наук (1959).
Лауреат Ленинской премии 1966 года — за участие в научном обосновании и практическом внедрении блоковых систем разработки нефтяных месторождений Куйбышевской области.

### Автор книг
- Совершенствование технологии разработки нефтяных месторождений при водонапорном режиме. Недра, 1973 — Всего страниц: 237
- Поздняя стадия разработки нефтяных месторождений. Книга, 2008 — Всего страниц: 351